# Wanjiaxia Shuiku
Wanjiaxia Shuiku är en reservoar i Kina. Den ligger i provinsen Gansu, i den nordvästra delen av landet, omkring 260 kilometer sydost om provinshuvudstaden Lanzhou. Wanjiaxia Shuiku ligger 1 659 meter över havet. Arean är 0,58 kvadratkilometer. Trakten runt Wanjiaxia Shuiku består i huvudsak av gräsmarker. Den sträcker sig 0,9 kilometer i nord-sydlig riktning, och 1,6 kilometer i öst-västlig riktning.
Genomsnittlig årsnederbörd är 732 millimeter. Den regnigaste månaden är juli, med i genomsnitt 155 mm nederbörd, och den torraste är december, med 4 mm nederbörd.